# Tartre (vin)
Pour les articles homonymes, voir Tartre.
Le tartre, en œnologie, est un dépôt obtenu par la formation d'une couche d'un composé complexe à base de bitartrate de potassium et/ou de tartrate de calcium. Ce dépôt s'attache au fond et aux parois des récipients de vin, comme les cuves ou les fûts. Il n'est pas souhaitable dans le vin, il peut être contrôlé par stabilisation tartrique, et éliminé si le processus le permet.

## Composition
Le tartre est un composé complexe à base de bitartrate de potassium majoritairement, et de tartrate de calcium, responsables de la formation de cristaux. Ces cristaux se forment par salification de l’acide tartrique avec le potassium et le calcium naturellement présents dans le vin.
En milieu acide, ils se forment et restent solubles jusqu'à un seuil de saturation, lorsque cette concentration est dépassée, ou que le seuil de saturation diminue (notamment par augmentation de la teneur en alcool lors de la fermentation alcoolique ou de la baisse de la température), les sels forment des cristaux par nucléation . Le vin étant une matrice complexe, les conditions de formation des cristaux varient d'un vin à l'autre, avec une plage métastable (sur-saturation), où les sels peuvent être entre la forme soluble et la forme cristallisée.
On a d'une part l'acide organique :
- Acide tartrique, noté H2 : HOOC-CHOH-CHOH-COOH, se retrouvant en solution sous la forme −OOC-CHOH-CHOH-COO−.

Et d'autre part les ions minéraux :
- Potassium : K+
- Calcium : Ca2+

Ils forment des sels, tels que :
- KHT (Bitartrate de potassium)
- K2T (Tartrate de dipotassium)
- CaT (Tartrate de calcium)

Des composés plus complexes peuvent exister en combinant le calcium et le potassium avec plusieurs ions d'acide tartrique.

Composés présents dans le tartre.
Tartrate de calcium.
Bitartrate de potassium.
Tartrate de dipotassium

Le tartre peut contenir divers éléments fins présents dans le vin, emprisonnés entre les cristaux, notamment des lies, mais aussi des débris fins bois des fûts, de pellicules, de rafles, de pépins, de feuilles, de la matière terreuse ou minérale très fine, des produits d'épandage comme le soufre ou de traitement divers transformés et rendus peu solubles. Cela changera la brillance des cristaux dans le dépôt de tartre et éventuellement sa couleur.

## Formation

### Moût

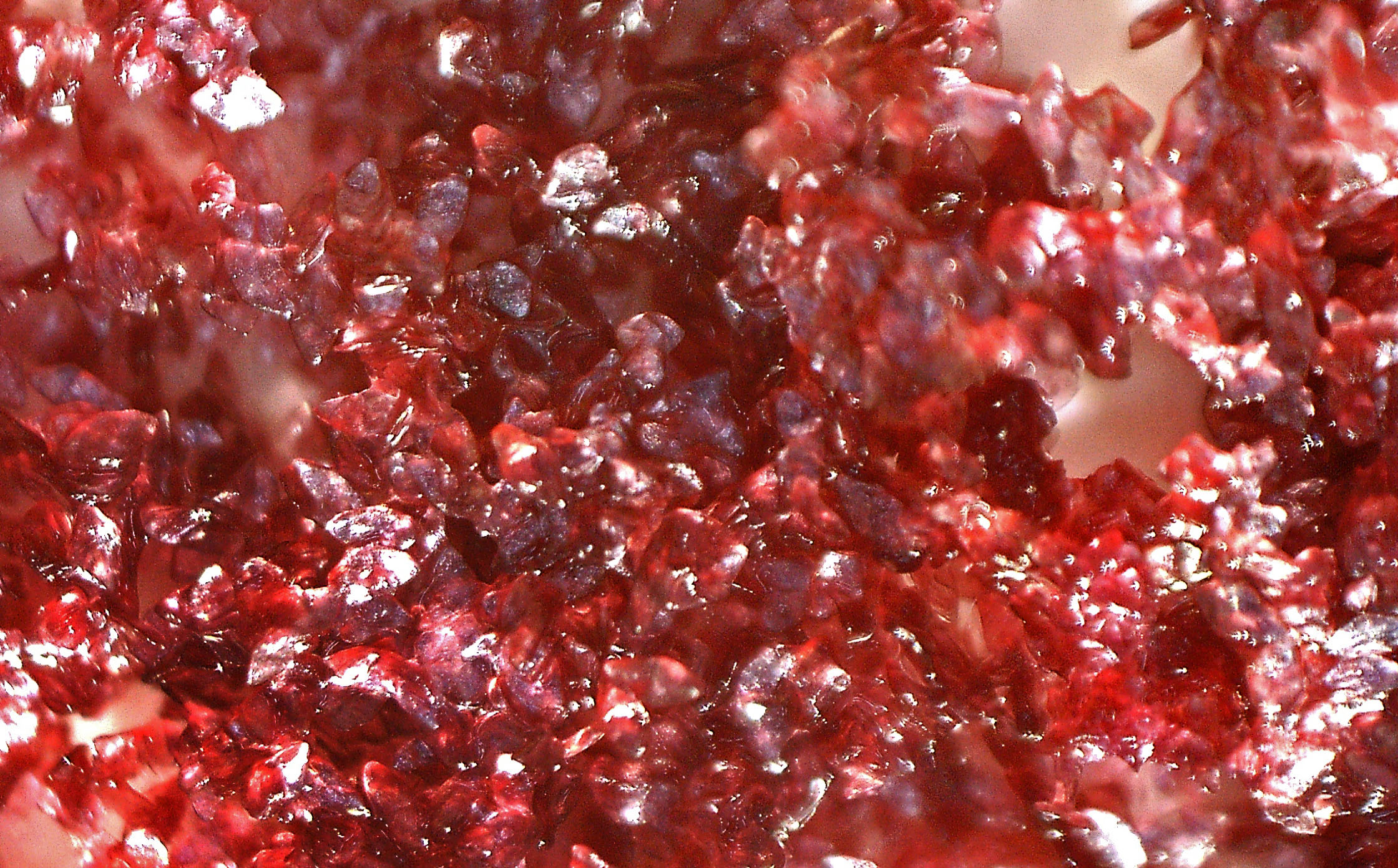
Cristaux dans un moût.

Le tartre peut se former dans le moût, notamment lors des traitements de stabulation par le froid, avant un débourbage.

### Vin

#### Cuve
Le tartre peut se déposer sur les parois et dans le fond de la cuve, formant des plaques plus ou moins épaisses (quelques millimètres d'épaisseur), sur une partie ou la totalité de la surface.
Le revêtement de la cuve influe considérablement sur la formation de tartre, les aspérités favorisant sa formation. Dans les cuves en acier inoxydable, la qualité de ce dernier et son polissage fin permettent de limiter les sites de nucléation pour la formation de tartre. On observe par exemple la formation de tartre sur les soudures, là où le polissage est moindre.

Les ceintures ou drapeaux de refroidissements abaissent localement la température à des températures proches de zéro, ce qui favorise la formation de tartre sur ces zones. 

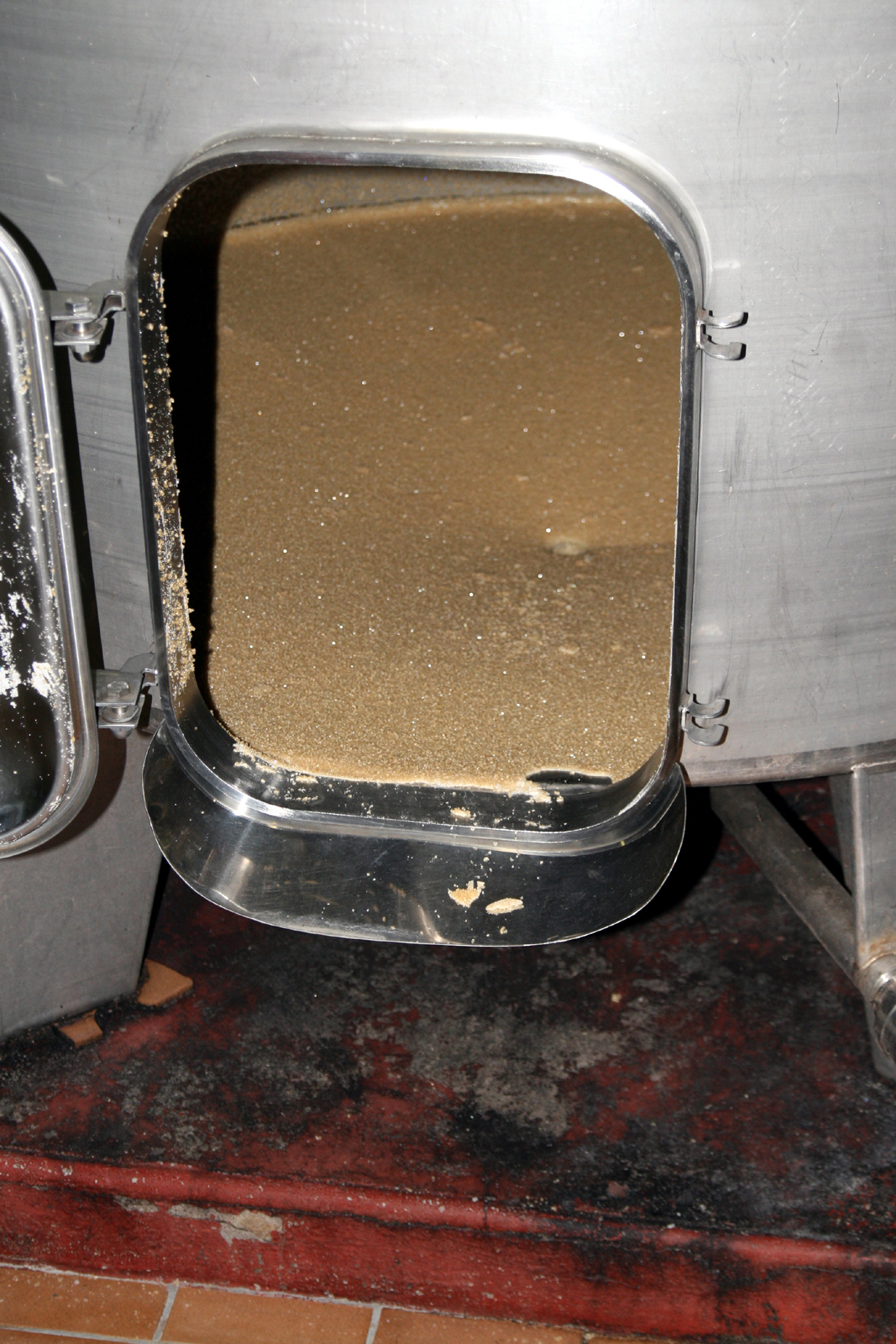
Tartre de vin blanc dans une cuve.
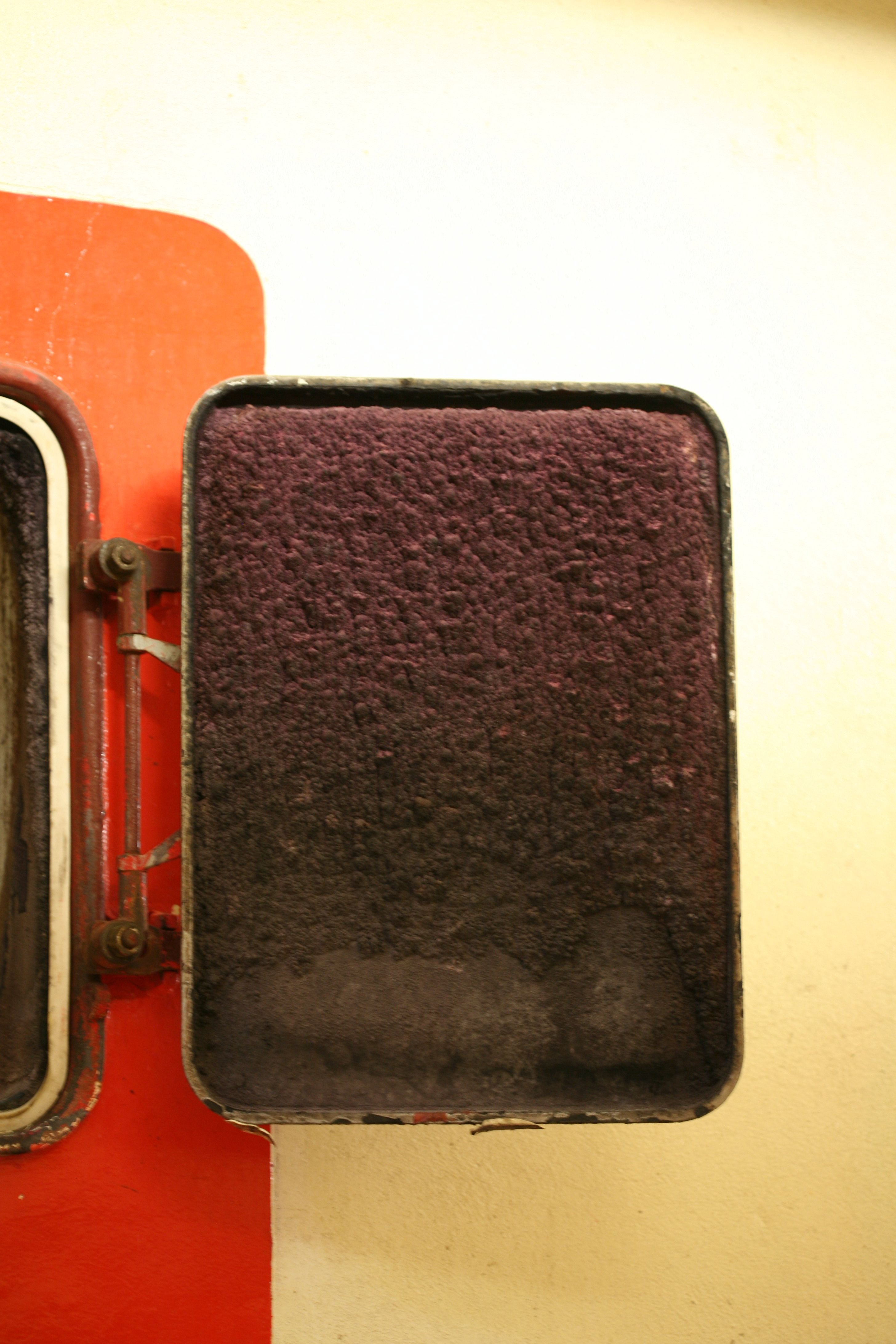
Tartre de vin rouge sur une porte de cuve.
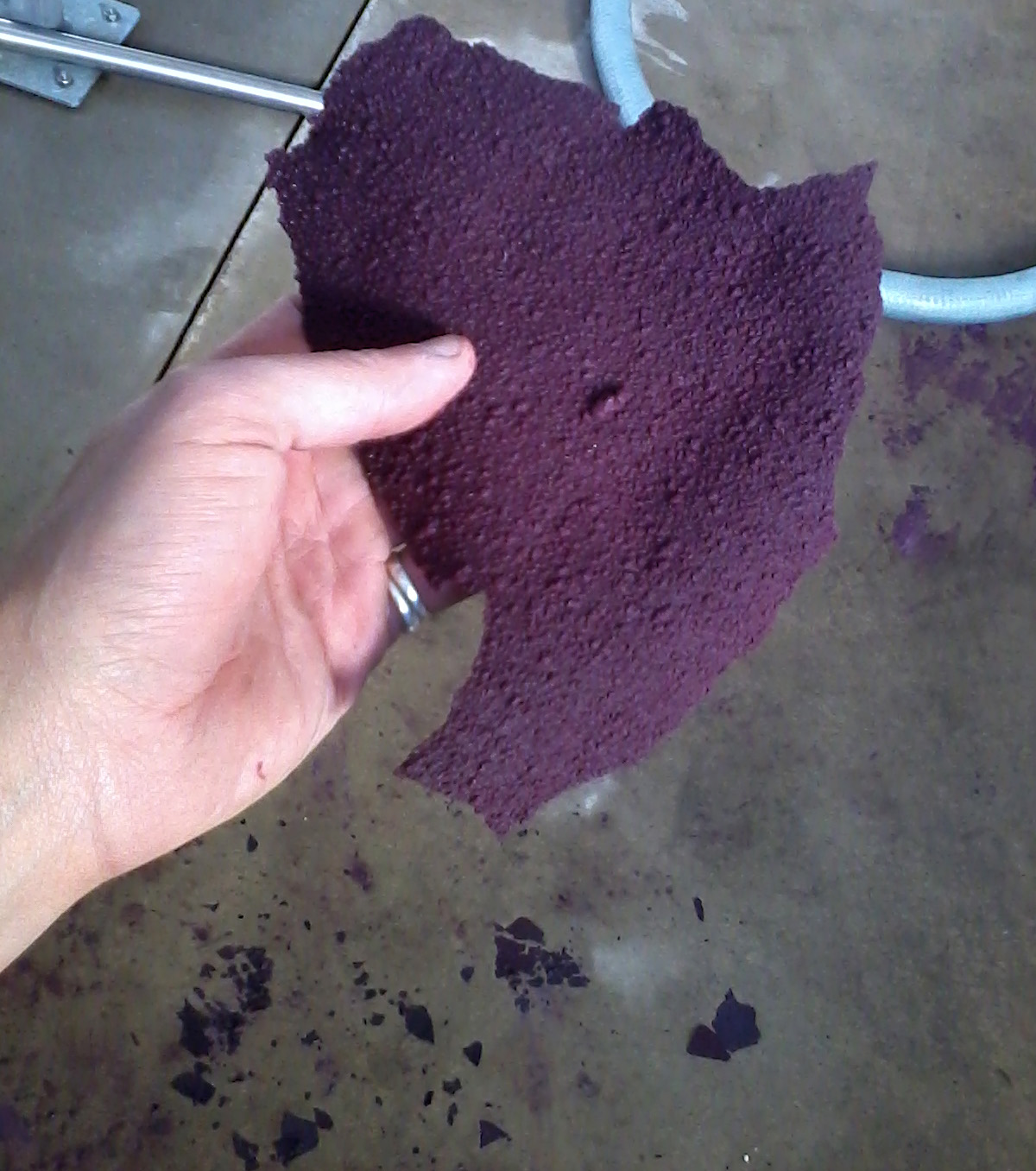
Plaque de tartre présent dans une cuve.

#### Tonneau
Le tartre peut se déposer sur les parois des fûts, formant des plaques plus ou moins épaisses (quelques millimètres d'épaisseur), sur une partie ou la totalité de la surface. Le bois favorise sa formation en raison de ses aspérités. 

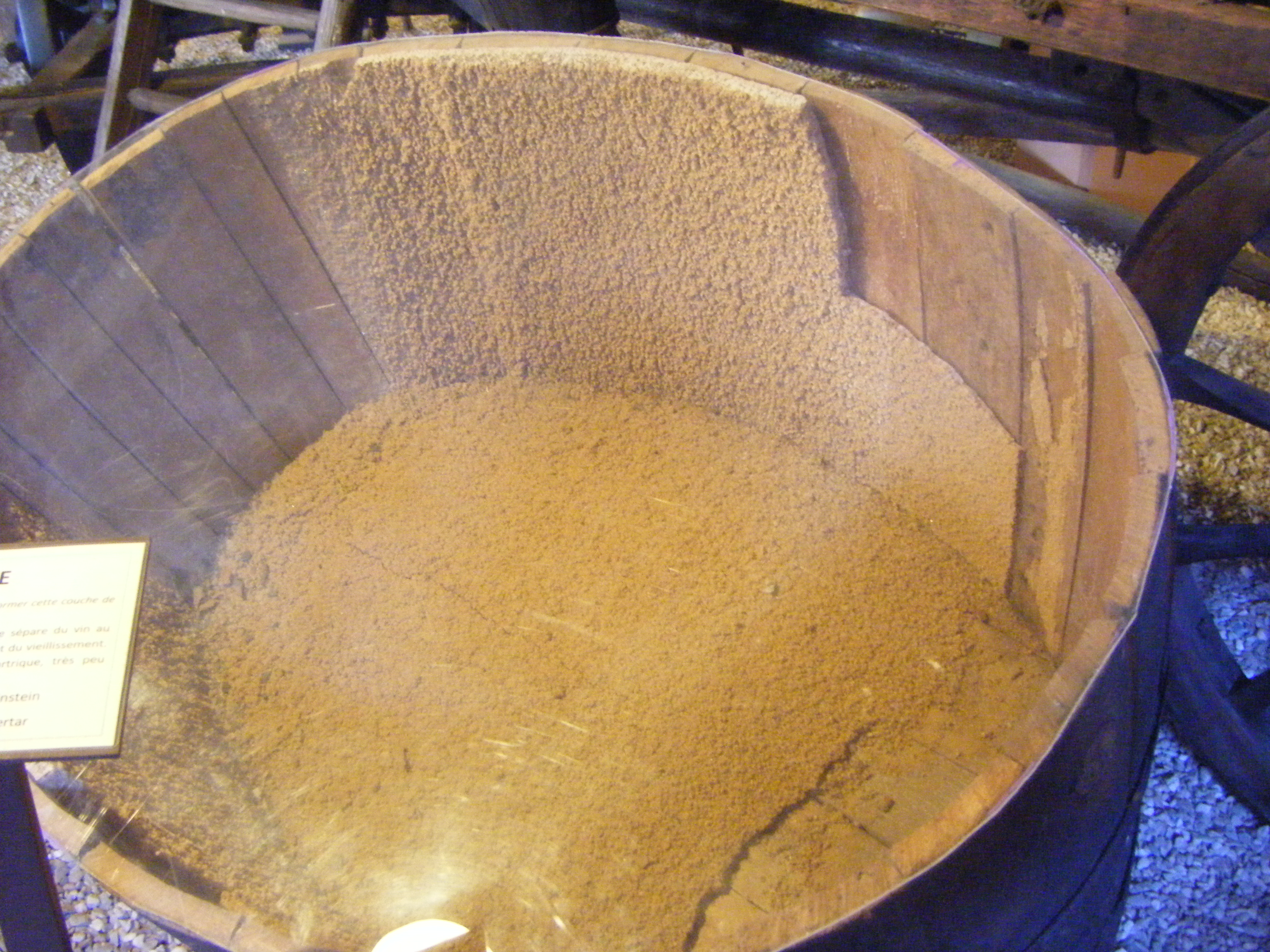
Tartre accumulé dans un tonneau durant plusieurs années.
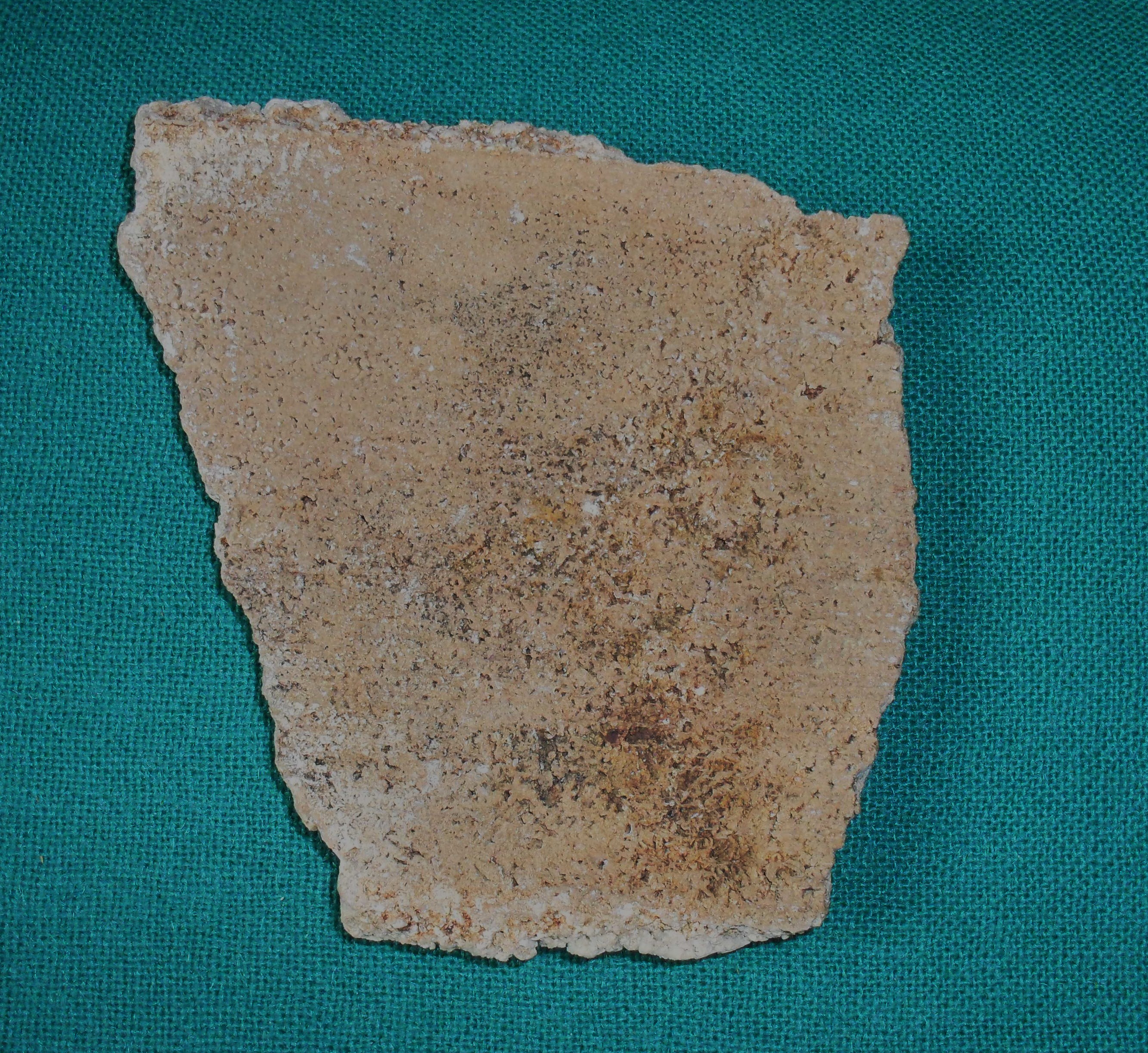
Plaque de tartre d'un tonneau (face au contact du bois).
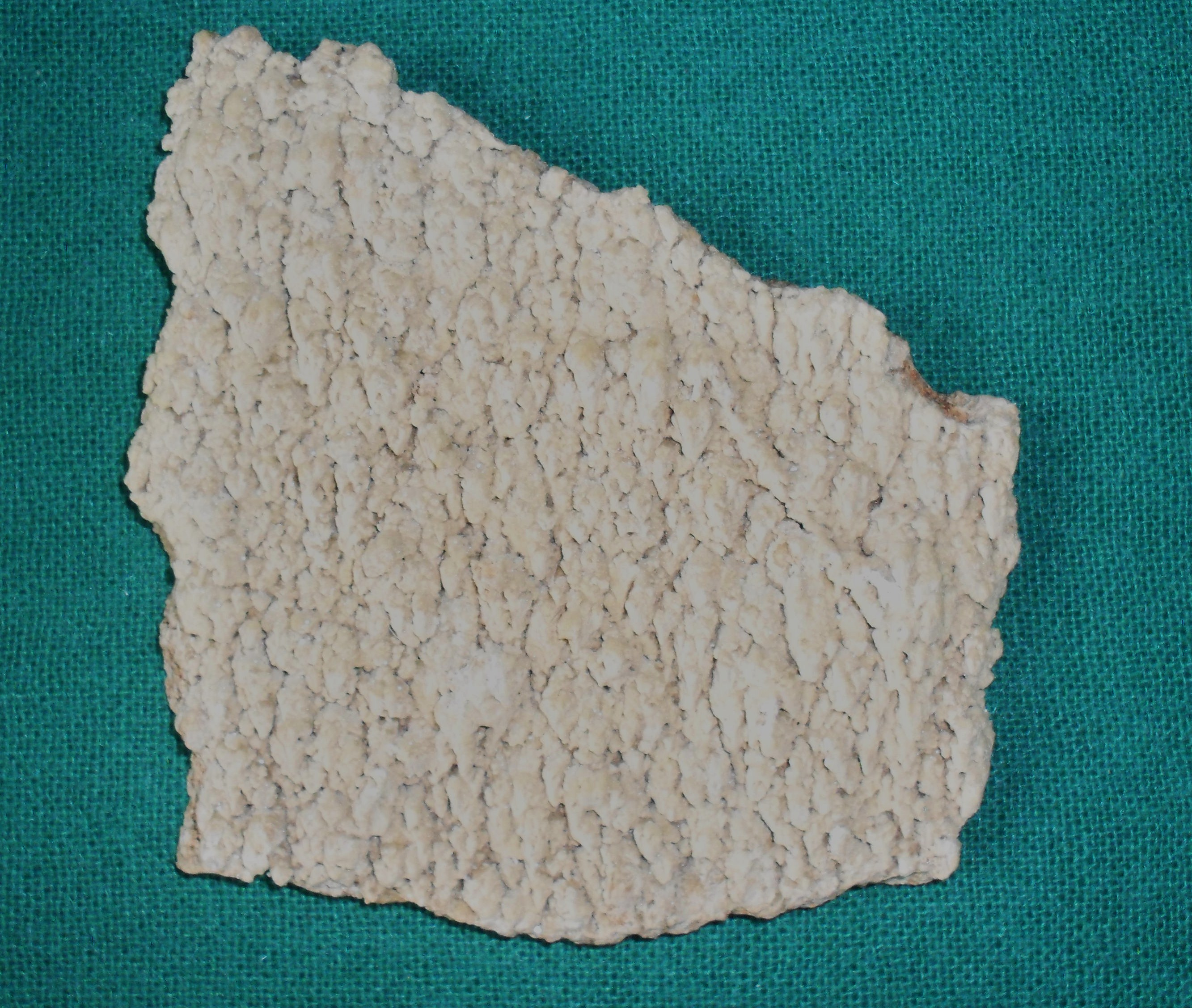
Plaque de tartre d'un tonneau (face au contact du vin).

#### Bouteille
Le tartre peut apparaître en bouteille, formant alors des cristaux fins (quelques dixièmes de millimètre). Une bouteille n'ayant pas de cristaux en apparence, mise au réfrigérateur pendant plusieurs heures, et dont le vin n'avait pas été stabilisé, peut former naturellement des cristaux à cause de la température basse.

Dépôt de tartre dans une bouteille de vin rosé.
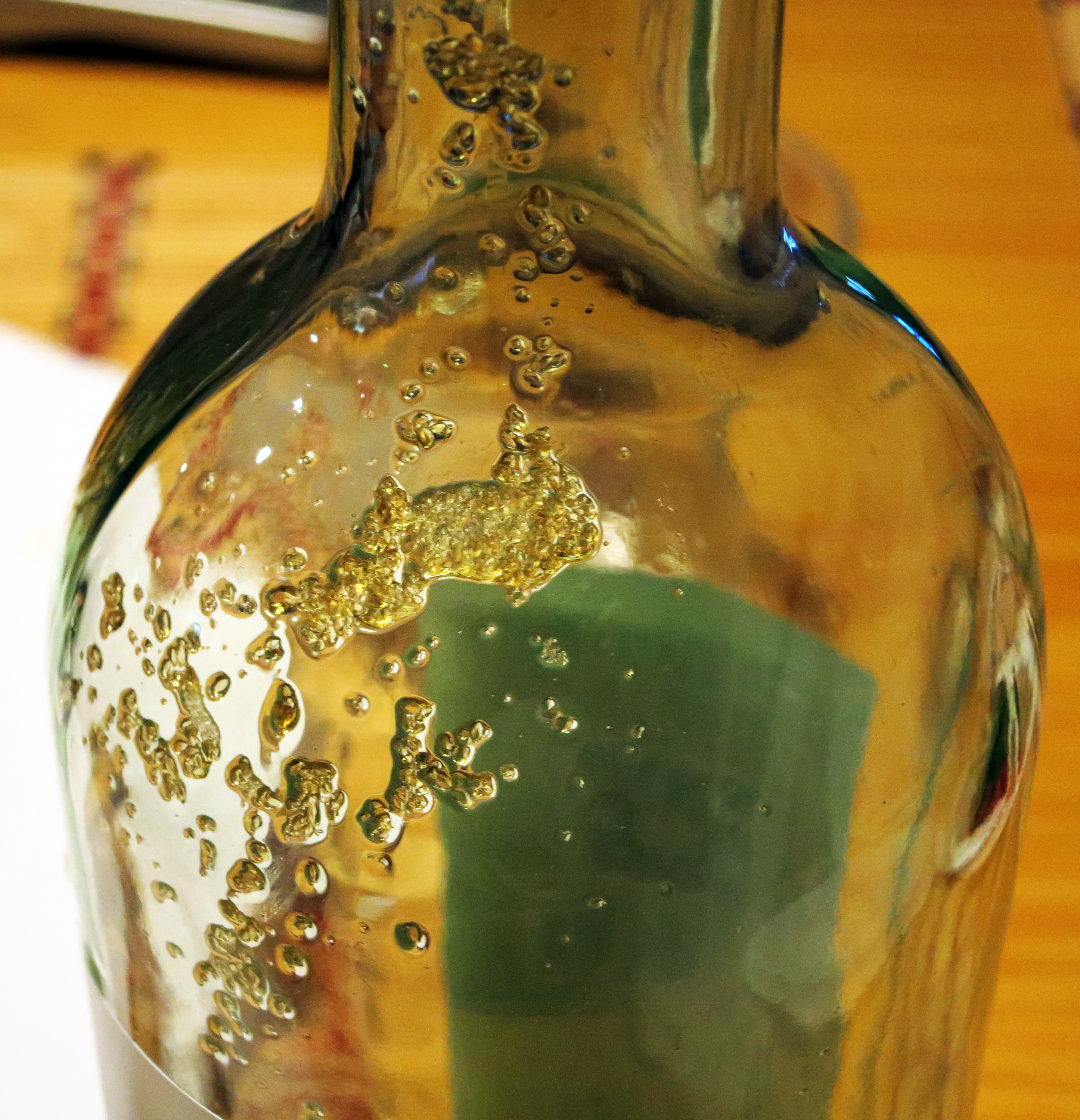
Dépôt de tartre dans une bouteille de vin blanc.

## Traitement
Il peut être contrôlé préventivement par stabilisation tartrique, soit par des procédés physiques (traitement par le froid, résines échangeuses de cations, électrodialyse) soit par des procédés chimiques (acide métatartrique, gommes de cellulose, mannoprotéines de levures, polyaspartate de potassium).

## Nettoyage des équipements vinaires
L'élimination du tartre est nécessaire car il crée, sous les cloques, des zones inaccessibles à la désinfection, susceptibles d'être source de contamination microbienne, telle qu'une piqûre acétique, ou la présence de Brettanomyces.

### Cuves
Les cuves peuvent être nettoyées par utilisation d'eau chaude, sous haute pression, ou d'une solution basique telle que la soude. Dans les cuves en béton nu, un chalumeau peut être utilisé pour décoller le tartre.

### Fûts
Le nettoyage des fûts peur se faire avec un rince-fût, avec de l'eau chaude sous haute pression. Dans les contenants de plus grande taille comme les foudres, un opérateur peut entrer pour gratter ou passer un nettoyeur haute pression. Le bois supporte mal les traitements chimiques par une solution basique.